# 三輪航大
三輪 航大（みわ こうた、1999年7月3日 - ）は、日本の映画監督・脚本家・VFXアーティスト。

## 来歴
中学卒業時に作成した卒業記念動画をきっかけに、映像制作の道を志す。
明治学院高等学校を経て東京造形大学デザイン学科映画専攻に入学し、数本の自主映画、MVなどを精力的に監督、脚本、製作。在学中には映画プロデューサーの前信介のもとで、撮影部見習いスタッフとして複数の商業映画に参加する。
大学卒業後、商業映画・テレビドラマの助監督を経て、マリンポストに参加しVFXアーティストとしても活動する。
2025年『雨あがりの舗道 PILOT FILM』で監督デビュー。

## フィルモグラフィー

### 映画
- 2026年『終点のあの子』VFX[2]
- 2025年『雨あがりの舗道 PILOT FILM』監督・脚本・VFX[3]
- 2025年『新幹線大爆破』画面現場担当[2]
- 2024年『オアシス』VFX[3]
- 2024年『爽子の衝動』VFX[3]
- 2024年『帰ってきた あぶない刑事』コンポジター[2]
- 2024年『劇場版 君と世界が終わる日に FINAL』コンポジター[4]
- 2023年『法廷遊戯』コンポジター[2]
- 2023年『夜が明けたら、いちばんに君に会いにいく』コンポジター[2]
- 2023年『劇場版TOKYO MER〜走る緊急救命室〜』コンポジター[4]
- 2022年『そばかす』監督助手[2]
- 2021年『藍に響け』Blu-ray 特典メイキング特番　編集[2]
- 2021年『僕たちは変わらない朝を迎える』撮影・照明部見習い[2]

### テレビ
- 2024年『私の死体を探してください。』監督助手
- 2024年『ACMA:GAME アクマゲーム』コンポジター
- 2024年『GTOリバイバル』コンポジター
- 2024年『侵入者たちの晩餐』コンポジター
- 2023年『単身花日』コンポジター
- 2023年『家政夫のミタゾノ』コンポジター／3DCG
- 2023年『リバーサルオーケストラ』コンポジター
- 2023年『18／40 〜ふたりなら夢も恋も〜』コンポジター
- 2022年『ザ・トラベルナース』監督助手

### MV・CM
- 2025年　『BACARDI 音楽蒸留所 サンバースト feat.Kj,宝鐘マリン,Mamiko』VFX
- 2025年　East Of Eden『Shooting Star』Online Editor
- 2024年　『HOW HIGH!? feat.RIP SLYME Stirred by サーヤ』VFX
- 2024年　『IONA f』VFX
- 2024年　アナ『じつはね。』VFX
- 2024年　LiSA『洗脳』VFX /2nd Assistant Director
- 2024年　ammo『愛魔性の女』VFX
- 2022年　『DEAN＆DELUCA × BEAMS COUTURE』助監督
- 2022年　『Dashi-Cha®︎ ブランドムービー』撮影助手
- 2022年　NEE『DINDON』撮影助手
- 2021年　ランプス『声』撮影監督・編集・カラーグレーディング

### 配信・その他
- 2024年『フェス・ゴジラ5 怪獣大決戦』VFX
- 2024年『君と世界が終わる日に Season5』コンポジター
- 2023年『フェス・ゴジラ4 オペレーション・ジェットジャガー』VFX
- 2023年『ゴジラvsメガロ』演出部現場応援
- 2023年『君と世界が終わる日に Season4』コンポジター
- 2022年『フェス・ゴジラ3 ガイガン来襲』制作